# Николаос Мердзос
Николаос Йоани Мердзос (на гръцки: Νικόλαος Ιωάννη Μέρτζος) е гръцки журналист и историк, председател на Обществото за македонски изследвания.

## Биография
Роден е в 1936 година в македонската влашка паланка Невеска (Нимфео), Гърция, в семейството на Йоанис Мердзос. Започва да се занимава професионално с журналистика в 1955 година още докато следва в Юридическия факултет на Солунския университет „Аристотел“. Застава начело на студентското движение и гръцките борби за Кипър, Македония и Тракия. Работи в много вестници, списания, радио и телевизии от 1966 година. Публикува исторически, политически статии и анализи в Атина и Солун. Мердзос е експерт по балканските въпроси и пътува често по света с журналистически мисии. През последната четвърт на XX век е управител на вестника „Елиникос Ворас“ и списанието „Македоники Зои“. Член е на Обществото за македонски изследвания, Музея на македонската борба и други. За приноса си е удостоен с множество награди.
От 2 април 2006 година е председател на Обществото за македонски изследвания.